# Sicarius peruensis
Espèce
Synonymes
- Thomisoides peruensis Keyserling, 1880

Sicarius peruensis est une espèce d'araignées aranéomorphes de la famille des Sicariidae.

## Distribution
Cette espèce est endémique du Pérou.

## Étymologie
Son nom d'espèce, composé de peru et du suffixe latin -ensis, « qui vit dans, qui habite », lui a été donné en référence au lieu de sa découverte, le Pérou.

## Publication originale
- Keyserling, 1880 : Die Spinnen Amerikas, I. Laterigradae. Nürnberg, vol. 1, p. 1-283 (texte intégral).